# Nothing Gold Can Stay
Nothing Gold Can Stay è l'album d'esordio dei New Found Glory, al tempo chiamati A New Found Glory, pubblicato nel 1999.
Il CD fu originariamente distribuito in solo 400 copie dalla Eulogy Recordings. Successivamente, in seguito a vicissitudini di natura legale, la band firmò con la Drive-Thru Records, e l'album venne ristampato.

## Tracce
1. Hit or Miss – 3:15
2. It Never Snows In Florida – 2:48
3. 3rd and Long – 2:46
4. You've Got a Friend In Pennsylvania – 4:00
5. The Blue Stare – 2:36
6. 2's & 3's – 3:48
7. Tell Tale Heart – 3:18
8. Winter of '95 – 2:30
9. Passing Time – 2:58
10. Broken Sound – 2:19
11. Never Sometimes – 2:51
12. The Goodbye Song – 14:32

## Formazione
- Jordan Pundik - voce
- Chad Gilbert – chitarra solista, voce secondaria
- Steve Klein – chitarra ritmica
- Ian Grushka – basso
- Cyrus Bolooki – batteria

Altri musicisti
- Chris Carraba - cori
- The Boofins on the Side Crew - cori
- Marisa Browne - piano in Broken Sound e The Goodbye Song